# Víktor Kupovets
Víktor Vladímirovitx Kupovets (en rus: Виктор Владимирович Куповец) (Rostov del Don, 29 de juliol de 1960) va ser un ciclista rus representant la Unió Soviètica. Competí en el ciclisme en pista on va obtenir la medalla d'or al Campionats del Món en Persecució amateur el 1983.

## Palmarès
- 1983
  -  Campió del món en Persecució amateur